# Ostatni prawdziwy mężczyzna
Ostatni prawdziwy mężczyzna (ang. Last Man Standing) – amerykański serial telewizyjny nadawany przez stację ABC od 11 października 2011 roku do 31 marca 2017 roku. W Polsce nadawany jest na kanale Fox Polska od 22 sierpnia 2012 do  roku, a w Fox Comedy od 16 stycznia 2015. Stworzony przez Kennetha Jacka Burditta.
11 maja 2017 roku, stacja ABC ogłosiła zakończenie produkcji serialu po szóstym sezonie. Jednak 12 maja 2018 roku, stacja Fox przejęła produkcję zamawiając siódmy sezon serialu. 25 kwietnia 2019 roku serial został przedłużony o ósmy sezon. Fox ogłosił 9, finałowy sezon, który miał premierę 3 stycznia 2021 z ostatnim odcinkiem nadanym 20 maja 2021 roku. 

## Opis fabuły
Serial przedstawia codzienne życie fikcyjnej rodziny Baxterów. Ojciec Mike Baxter (Tim Allen), jest dyrektorem marketingu w sieci sklepów „Outdoor Man” oferującej sprzęt myśliwski, campingowy i trekkingowy. Jest autorem wideo blogu promującego w nietypowy sposób tę sieć sklepów. Wyznaje tradycyjne republikańskie wartości. Żona, Vanessa (Nancy Travis) jest geologiem, początkowo pracującą w firmie zajmującej się wydobyciem ropy naftowej metodą szczelinowania a następnie przyjmuje pracę nauczycielki. Jej poglądy polityczne są bliższe demokratom. Najstarsza córka Kristin wcześnie urodziła syna którego początkowo wychowywała samodzielnie, średnia córka Mandy, zawsze dobrze ubrana, po ukończeniu szkoły zajmuje się projektowaniem i internetową sprzedażą damskiej odzieży. Najmłodsza córka, Eve ma dość nietypowe jak na kobietę zainteresowania – sport, strzelectwo, polowanie, stara się o przyjęcie do akademii wojskowej West Point.

## Obsada

### Pierwszoplanowa
- Tim Allen jako Michael „Mike” Baxter
- Nancy Travis jako Vanessa Baxter, żona Michaela
- Alexandra Krosney jako Kristin Beth Baxter, najstarsza córka Vaneessy i Michaela w 1. sezonie
- Amanda Fuller jako Kristin Beth Baxter, najstarsza córka Vaneessy i Michaela od 2. sezonu
- Molly Ephraim jako Amanda Elaine „Mandy” Baxter, córka Vaneessy i Michaela
- Kaitlyn Dever jako Eve Baxter, najmłodsza córka Vaneessy i Michaela
- Christoph Sanders jako Kyle Anderson, chłopak Kristin i Elaine
- Héctor Elizondo jako Edward „Ed” Alzate, dawny szef Michaela
- Flynn Morrison jako Boyd Baxter, syn Kristin i Ryana od 2. sezonu
- Jordan Masterson jako Ryan Vogelson, Kanadyjczyk i ojciec Boyda; od 4. sezonu

### Drugoplanowa
- Danielle Bisutti jako Michelle, przyjaciółka Vanessy
- Robert Forster jako Bud Baxter, wdowiec i ojciec Michaela
- Evan Kruntchev / Luke Kruntchev jako Boyd Baxter, syn Kristin i Ryana w 1. sezonie
- Jordan Masterson jako Ryan Vogelson, Kanadyjczyk i ojciec Boyda; sezony 2 i 3

### Gościnna
- Nick Jonas jako Ryan Vogelson, Kanadyjczyk i ojciec Boyda
- Christina Moore jako April, siostra Vanessy

## Spis odcinków
| Sezon | Odcinki      | Oryginalna emisja    | Oryginalna emisja | Oryginalna emisja    | Oryginalna emisja |
| Sezon | Odcinki      | Premiera sezonu      | Finał sezonu      | Premiera sezonu      | Finał sezonu      |
| ----- | ------------ | -------------------- | ----------------- | -------------------- | ----------------- |
| 1     | 1–24 (24)    | 11 października 2011 | 8 maja 2012       | 22 sierpnia 2012     | 7 listopada 2012  |
| 2     | 25–42 (18)   | 2 listopada 2012     | 22 marca 2013     | 23 października 2013 | 6 listopada 2013  |
| 3     | 43–64 (22)   | 20 września 2013     | 25 kwietnia 2014  | 12 lutego 2015       | 26 lutego 2015    |
| 4     | 65–86 (22)   | 3 października 2014  | 17 kwietnia 2015  | 5 października 2015  | 3 listopada 2015  |
| 5     | 87–108 (22)  | 25 września 2015     | 22 kwietnia 2016  | 19 lipca 2016        | 28 września 2016  |
| 6     | 109–130 (22) | 23 września 2016     | 31 marca 2017     | 4 lipca 2017         | 17 lipca 2017     |
| 7     | 131–152 (22) | 28 września 2018     | 10 maja 2019      | 7 stycznia 2019      | 17 maja 2019      |
| 8     | 153–173 (21) | 2 stycznia 2020      | 30 kwietnia 2020  | 27 kwietnia 2020     | 25 maja 2020      |
| 9     | 174–194 (21) | 3 stycznia 2021      | 20 maja 2021      |                      |                   |